# Lingua Barngarla
La lingua Barngarla è una lingua estinta parlata dagli aborigeni Barngarla della penisola di Eyre, in Australia Meridionale. La lingua è soggetta a tentativi di rivitalizzazione linguistica sin dal 2012.

## Caratteristiche
La lingua Barngarla era forse legata a quelle parlate dalle altre comunità aborigene della zona, come la lingua Nauo (anch'essa estinta) e la lingua Wirangu.
Foneticamente, il Barngarla utilizza un alfabeto di 27 lettere: a, aa (letto /aː/), ai, aw, b, d, dh (letto /d̪/), dy (letto /ɟ/), g, i, ii (letto /iː/), l, lh (letto /l̪/), ly (letto /ʎ/), m, n, ng (letto /ŋ/), nh (letto /n̪/, ny (letto /ɲ/), oo (letto /u/), r (letto /ɾ/), rd (letto /ɖ/), rh (letto /ɻ/), rl (letto /ɭ/), rn (letto /ɳ/), rr, w, y.

In caso di fonemi simili e consecutivi, la lettera h viene scritta solo un'unica volta alla fine (ad es. il fonema /d̪n̪/ viene reso come dnh e non dhnh).
L'accento cade sempre sulla prima sillaba di ciascuna parola.
La lingua Barngarla possiede quattro numeri:
- singolare (es. wárraidya, "un emù");
- duale (es. wárraidyalbili, "due emù")
- plurale (es. wárraidyarri, "tre o più emù")
- superplurale (es. wárraidyailyarranha, "molti emù")

Esiste inoltre una distinzione fra matrilinearità e patrilinearità: ad esempio, l'ergativo del duale "noi due" è ngadlaga se utilizzata da una donna includendo un'altra persona oltre a sé stessa, mentre è ngarrrinyi se utilizzata da un uomo riferendosi a sé stesso e un'altra persona.
Il nome dei nascituri veniva scelto in base al loro ordine di nascita, con i maschi chiamati in ordine crescente Biri, Warri, Gooni, Mooni, Mari, Yari, Mili, Wanggooyoo, Ngalai e le femmine Gardanya, Wayooroo, Goonda, Moonaga, Maroogoo, Yaranda, Milaga, Wanggoordoo, Ngalaga. Il nome del nascituro si riferiva al suo numero nel totale della prole, e non al suo sesso (ad esempio, il primo masciho terzogenito di una famiglia con due sorelle maggiori si sarebbe chiamato Gooni, "terzo", e non Biri, "primo").

## Status
L'ultimo madrelingua Barngarla è morto nel 1964, decretando di fatto l'estinzione della lingua: a partire dagli sforzi effettuati dal pastore luterano tedesco Clamor Wilhelm Schürmann nella missione da lui diretta fin dal 1844, tuttavia, sono stati recuperati circa 3500 vocaboli, in seguito utilizzati per compilare un dizionario e a partire dal 2012 per rivitalizzare la lingua all'interno della comunità Barngarla, da parte del linguista dell'università di Adelaide Ghil'ad Zuckermann.
Attualmente la lingua viene insegnata in dei corsi (finanziati dal Governo federale) tenuti periodicamente a Port Lincoln, Whyalla e Port Augusta. Dall'ottobre del 2016 è inoltre disponibile un dizionario della lingua Barngarla sotto forma di app per telefono cellulare.

## Alcune parole
- babi - "padre"
- ngami - "madre"
- gadalyili / goonya / walgara - "squalo" (probabilmente differenti specie, ma il significato originario è andato perduto)
- goordnidi - "dingo"
- wilga - "cane domestico"
- yangkunnu - "cacatua di Leadbeater"
- wárraidya - emù